# Stasys Šedbaras
Stasys Šedbaras (ur. 10 lutego 1958 w m. Tūjainiai w rejonie szyłelskim) – litewski prawnik, polityk i nauczyciel akademicki, deputowany, minister spraw wewnętrznych w latach 1998–1999, sędzia Sądu Konstytucyjnego.

## Życiorys
W 1981 ukończył studia na Wydziale Prawa Uniwersytetu Wileńskiego. W 2005 uzyskał stopień doktora nauk społecznych w dziedzinie prawa.
Po ukończeniu studiów pracował jako inspektor kadrowy i konsultant prawny w organizacji gospodarczej w Wilnie. W latach 1982–1987 był kolejno stażystą, pomocnikiem prokuratora i starszym pomocnikiem prokuratora w prokuraturze rejonowej w Wilnie. Od 1987 pełnił funkcję sędziego sądu rejonu wileńskiego, a od 1989 był sędzią Sądu Najwyższego Litewskiej SRR. W 1992 został mianowany na stanowisko wiceministra sprawiedliwości.
W marcu 1993 powołano go na sędziego Sądu Konstytucyjnego, w którym zasiadał do 1996. Później pełnił funkcję przewodniczącego kolegium redakcyjnego czasopisma Litewskiego Stowarzyszenia Prawników „Justitia”. W tym samym roku został wpisany na listę adwokatów. Prowadził kancelarię adwokacką w Wilnie.
W latach 1997–1998 był doradcą premiera ds. prawa państwowego i praw człowieka. 22 maja 1998 otrzymał nominację na stanowisko ministra spraw wewnętrznych z rekomendacji Związku Ojczyzny. Funkcję tę pełnił do 10 czerwca 1999. Od 1999 do 2000 był prezesem Najwyższego Sądu Administracyjnego. W 2000 został docentem w katedrze prawa administracyjnego na Uniwersytecie Michała Römera w Wilnie. Od 2006 pełnił funkcję dyrektora instytutu prawa, a później dziekana Wydziału Prawa Uniwersytetu Witolda Wielkiego w Kownie. W 2004 został przewodniczącym Litewskiego Stowarzyszenia Prawników.
W 2000 odszedł ze Związku Ojczyzny do Umiarkowanego Związku Konserwatywnego byłego premiera Gediminasa Vagnoriusa. Był wiceprzewodniczącym tego ugrupowania. W 2006 ponownie przystąpił do TS, uzyskując w wyborach samorządowych w 2007 z listy tego ugrupowania mandat w Radzie Miejskiej Wilna. W wyborach parlamentarnych w 2008 został posłem, wygrywając w okręgu Taurogi. W 2012, 2016 i 2020 uzyskiwał poselską reelekcję z listy krajowej.
W marcu 2023 odszedł z parlamentu po tym, jak Sejm wybrał go w skład Sądu Konstytucyjnego.